# Sorkheh
Sorkheh (Persa: سمنان) és una localitat del districte de Sorkheh, localitzada a la província iraniana de Semnan.
El cens de 2006 reflecteix una població de 9.062 habitants integrats en 2.686 famílies.
La parla local és el sorkhei, una llengua irànica occidental del grup lingüístic semnani.

## Persones il·lustres
- Hassan Rouhani (1948–), 7è President de la República Islàmica de l'Iran[3]